# Stanley Pons
Stanley Pons (Valdese, 23 agosto 1943) è un chimico statunitense.
È conosciuto per il suo lavoro di ricerca sulla fusione fredda in collaborazione con Martin Fleischmann tra gli anni ottanta e novanta. I due si incontrarono quando Pons era uno studente del gruppo di Alan Bewick all'università di Southampton, ove conseguì il dottorato di ricerca nel 1978.
Il 23 marzo del 1989, quando era un ricercatore all'università dello Utah, insieme a Fleischmann annunciò di avere prodotto energia tramite la fusione fredda, ritenuta da molti impossibile. Dopo un breve periodo iniziale di entusiasmo, i due vennero attaccati dalla comunità scientifica per via dei risultati incerti e per la non riproducibilità degli esperimenti.
Pons si trasferì in Provenza nel 1992 insieme a Fleischmann per lavorare per i laboratori IMRA (parte della Technova Corporation, del gruppo Toyota).
La coppia di scienziati si separò nel 1995.
Secondo un comunicato del dipartimento di chimica dell'Università dello Utah, dal 2000 Pons non svolge più ricerche in Francia.

## Fonti
- Physics Web article by David Voss

| Controllo di autorità | VIAF (EN) 58251972 · ISNI (EN) 0000 0004 4887 6271 · LCCN (EN) n91019343 · GND (DE) 1234517213 · J9U (EN, HE) 987007347253205171 |